# После жизни (фильм, 1998)
«По́сле жи́зни»  (яп. ワンダフルライフ, «Прекрасная жизнь», ромадзи Wandafuru raifu) — кинофильм японского режиссёра Хирокадзу Корээды, вышедший в 1998 году.

## Сюжет
В фильме показано место, куда попадают люди сразу после смерти. Там им помогают вспомнить самое важное для них воспоминание, и местная киносъёмочная группа экранизирует его. После просмотра снятого эпизода человек навсегда остаётся в этом своём воспоминании. Работают над фильмами те из людей, которые пока не смогли выбрать воспоминание для себя.

## В ролях
- Арата — Такаси Мотидзуки
- Эрика Ода — Сиори Сатонака
- Сусуму Тэрадзима — Сатору Кавасима
- Такаси Найто — Такуро Сугиэ
- Кёко Кагава — Кёко (жена Итиро)
- Кэй Тани — Кэнносукэ Накамура
- Такэтоси Найто — Итиро Ватанабэ
- Тору Юри — Гисукэ Сёда
- Юсукэ Исэя — Юсукэ Исэя
- Саяка Ёсино — Кана Ёсино
- Садао Абэ — Итиро в молодости
- Кадзуко Сиракава — Нобуко Амано

## Награды и номинации
- 1998 — приз «Золотой Монгольфье» на Международном кинофестивале трёх континентов в Нанте;
- 1998 — приз за лучший сценарий на Международном кинофестивале молодого кино в Турине;
- 1998 — приз международной ассоциации кинокритиков (ФИПРЕССИ) на Международном кинофестивале в Сан-Себастьяне;
- 1999 — призы за лучший фильм и лучший сценарий на Международном фестивале независимого кино в Буэнос-Айресе;
- 1999 — участие во внеконкурсной программе Московского кинофестиваля[1];
- 2000 — премия «Майнити» за лучшую работу художника (Тосихиро Исоми, Хидэо Гундзи).